# Конґсфйорд
Конґсфйорд — невелике рибальське селище, розташоване в муніципалітеті Берлевоґ, фюльке Фіннмарк Норвегії. Основною галуззю господарства є вилов лосося. Через поселення проходить фюльке-шосе 890.

## Населення
У Конґсфйорді постійно проживають 34 особи.

## Історичні відомості
Конґсфйорд не зазнав руйнувань під час Другої світової війни, тому тут збереглось декілька будівель, зведених до 1940 р.
| Норвегія | Це незавершена стаття з географії Норвегії. Ви можете допомогти проєкту, виправивши або дописавши її. |